# Kanem-Bornu

Staatsgebiet des Reiches Kanem-Bornu im 17. und 18. Jahrhundert

Kanem-Bornu ist ein ehemaliges Reich, dessen Zentrum seit dem vorchristlichen Zeitalter östlich des Tschadsees lag, wo die arabischen Geographen seit dem 9. Jahrhundert Kanem lokalisieren. Die Gründungsgeschichte Kanem-Bornus ist deshalb mit der Kanems identisch.

## Kanem und Kanem-Bornu

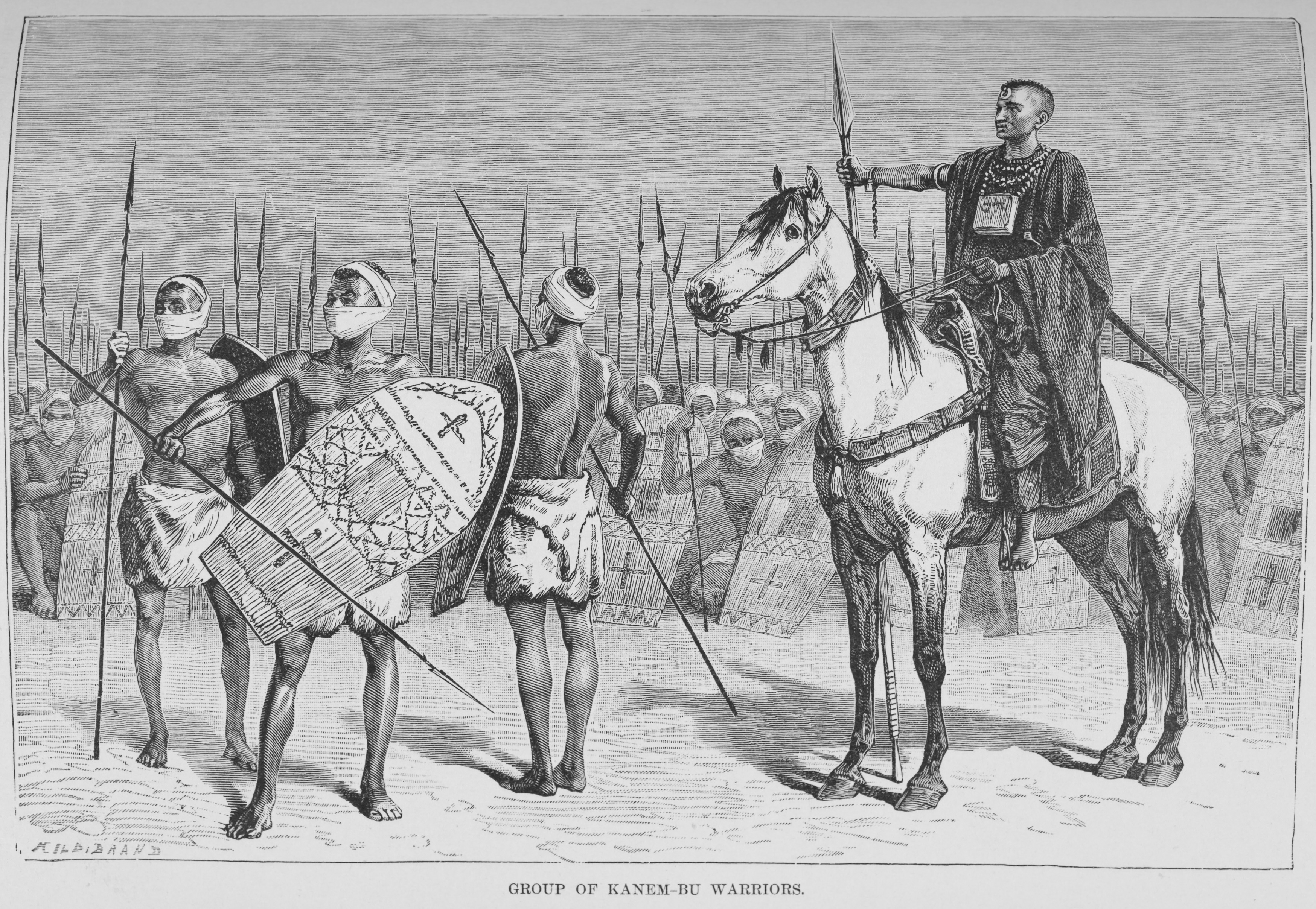
Britisches Bild einer Gruppe von "Kriegern Kanem-Bornus" um 1890

Seit ältester Zeit erstreckte sich die Herrschaft der Könige von Kanem auch über Bornu. Nach der Gründungslegende der Hausa kam der Schlangentöter Bayajidda von Bornu (eigentlich Kanem) nach Daura. Er begründete im Westen des Tschadstaates den ersten Hausa-Staat, der fortan in einer gewissen Abhängigkeit des mächtigen Staatswesens im Osten stand. Westlich des Tschadsees liegt auch Zilum, eine archäologische Fundstelle, die die Existenz von proto-urbanen Strukturen seit der Mitte des 1. Jahrtausends v. Chr., bezeugt. In Bornu stießen die Sefuwa auch erstmals auf die Städtekultur der Sao, die noch heute in Legenden überlebt. Man sieht in ihnen zumeist die tschadische Urbevölkerung der Westprovinz des Reiches der Sefuwa. Vieles deutet jedoch darauf hin, dass es sich in Wirklichkeit um eine Untergruppe der frühen Staatsgründer des Tschadreiches handelte.
Aus den sehr viel späteren Nachrichten al-Yaqubis im 9. Jahrhundert n. Chr. zum Tschadseegebiet geht gleichfalls eine geographische Proximität zwischen dem Reich Kanem und den Hausastaaten hervor. Der Tschadsee selbst findet allerdings erst im 13. Jahrhundert bei Ibn Said Erwähnung. Deshalb ist es erst seit dieser Zeit, dass man geographisch eindeutig zwischen Kanem östlich und Bornu westlich des Tschadsees unterscheiden kann. In dieser Zeit herrschten die Sefuwa bereits seit 150 Jahren über das Tschadreich, das sich östlich und westlich des Tschadsees ausdehnte. Die vorherige Herrschaft der Duguwa betraf deshalb mehr die Geschichte von Kanem als die von Kanem-Bornu.

## Das Reich Kanem-Bornu

### Das Doppelkönigtum Kanem-Bornu
Seit spätestens dem Beginn des 13. Jahrhunderts residierten die Herrscher abwechselnd in Kanem und in Bornu. Ibn Said erwähnt die Ausdehnung des Tschadreiches bis nach Jaja unmittelbar westlich des Tschadsees und Takedda weit im Nordwesten. Ibn Chaldūn berichtet von dem Geschenk einer Giraffe für den Sultan der Hafsiden im Jahr 1257 durch „den König von Kanem und Herrscher von Bornu“. Noch deutlicher wird der ägyptische Historiker al-Maqrīzī. Er schreibt in Bezug auf Ibrahim II. (1290–1310) von einem „Thron von Kanem und einem Thron von Bornu“. Offensichtlich war Bornu im 13. Jahrhundert so fester Bestandteil des Tschadreiches, dass man die Provinz östlich und westlich des Tschadsees als gleichwertige Amtssitze der Sefuwa betrachtete. Ibn Battūta hörte 1353 in Takedda, weit im Norden, von einem Herrscher namens Idris (ibn Ibrahim) (1335–1359), den er als „König von Bornu“ bezeichnet. Dem Diwan ist deshalb nicht ohne weiteres zu folgen, wenn er die Verlagerung des Stammsitzes der Sefuwa von Kanem nach Bornu erst auf die zweite Hälfte des 14. Jahrhunderts datiert.

### Ausdehnung Kanem-Bornus im 13. Jahrhundert

Einfluss von Kanem-Bornu um 1200

Die Ausdehnung des Tschadreiches in den älteren Perioden ist äußerst ungewiss. Dank der ausführlichen Nachrichten Ibn Saids sind die Grenzen erst für die Regierungszeit Dunama Dibalemis einigermaßen genau zu bestimmen. Von Osten nach Westen erstreckte sich Kanem-Bornu vom Darfur bis über das Gebiet der Hausastaaten hinaus. Im Norden erreichte es die Oasengruppe des Waddan, 200 km von der Mittelmeerküste entfernt, im Süden waren hauptsächlich die Kotoko schon früh in das Reich integriert. Hier blieb die Grenze bis zum Beginn der Kolonialzeit beinahe unverändert. Auch der Islam machte im Süden jahrhundertelang nur wenig Fortschritte, da die Völker dieser Gebiete regelmäßig von Sklavenrazzien aus Kanem-Bornu heimgesucht wurden. Es gab allerdings auch Ausnahmen in Bezug auf die Kleinstaaten an der südlichen Peripherie Kanem-Bornus: Fika, Mandara und Bagirmi wurden verschont, solange sie die ihnen auferlegten Sklaventribute regelmäßig ablieferten. Kanem-Bornu in seiner größten Ausdehnung war somit kein Reich im eigentlichen Sinn, sondern ein Staatenverbund. Handel und Gewerbe blühten hier, solange die Sefuwa die allgemeine Sicherheit garantierten.

### Zerstörung des Nationalheiligtums „Mune“ durch Dunama Dibalemi
Die muslimischen Händler Nordafrikas sahen in Dunama Dibalemi (1203–1242) einen lobenswerten Reformator, der den Prozess der Islamisierung entscheidend vorantrieb. Anders die inneren Quellen, die den übertriebenen Reformeifer des Königs anprangern. Anlass ihrer Kritik war die Zerstörung des großen Nationalheiligtums namens Mune. Ibn Furtu berichtet zwei Jahrhunderte später von einem dadurch ausgelösten siebenjährigen Bürgerkrieg zwischen der Zentralmacht und den Tubu. Dunama II. ging zwar siegreich aus den Kämpfen hervor, aber der Unwille über den mangelnden Respekt vor der nationalen Tradition bildete einen gefährlichen Zündstoff in der Gesellschaft. Schon zu Dunamas Lebzeiten übernahmen einige seiner Söhne die Führung von gegnerischen Parteien, unter denen besonders die Duguwa zu vermuten sind. Eine dieser Parteien, die sich nicht mit der Aufgabe der eigenen Tradition zugunsten des Islam abfinden wollte, waren die Bulala.

### Aufstand der Bulala, Rückzug der Sefuwa nach Bornu (1381)
Die Übermacht der herrschenden Sefuwa zwang die wichtigste Oppositionspartei, die Bulala, sich zeitweilig in das Gebiet des Fitri-Sees südlich von Kanem zurückzuziehen. Unter Verstärkung der aus dem Niltal-Gebiet eingewanderten Araber und unter Ausnützung von dynastischen Konflikten unter den Sefuwa seit der Herrschaft des Dawud b. Ibrahim (1359–1369), griffen sie die Sefuwa an. Von 1369 bis 1375 fielen vier aufeinanderfolgende Könige der Sefuwa im Kampf gegen die Bulala. Der zwanzigste König der Sefuwa, Umar b. Idris (1376–1381), entschied sich schließlich zur Aufgabe von Njimi, der alten Hauptstadt in Kanem. Er zog sich mit seinem Königshof nach Kaga in Bornu zurück. Dieser Rückzug ist keinesfalls als ein Exodus in ein weitgehend unbekanntes Land zu verstehen. Vielmehr handelte es sich um die taktisch notwendig gewordene Verlagerung des Herrschaftssitzes der Sefuwa von dem aufgrund der Immigration der Araber aus dem Niltal und der Angriffe der Bulala zu unsicher gewordenen Stammsitz Kanem im Osten in die Zweitprovinz Bornu im Westen. Von hier aus herrschten die Sefuwa und vor ihnen die Duguwa schon seit Jahrhunderten über die Hausastaaten. Insofern war das Ereignis keinesfalls so katastrophal wie es der Diwan darstellt. Auch nach der Aufgabe Kanems blieb der Tschadstaat unter den Sefuwa die unbestrittene Führungsmacht des Zentralsudan.

## Schriftsprache
Als Schriftsprache wurde Arabisch, aber auch Old Kanembu verwendet.

## Das Bornureich

### Konsolidierung der Herrschaft der Sefuwa in Bornu (1455–1800)
Westlich des Tschadsee dauerten die dynastischen Konflikte trotz der Angriffe der Bulala an.

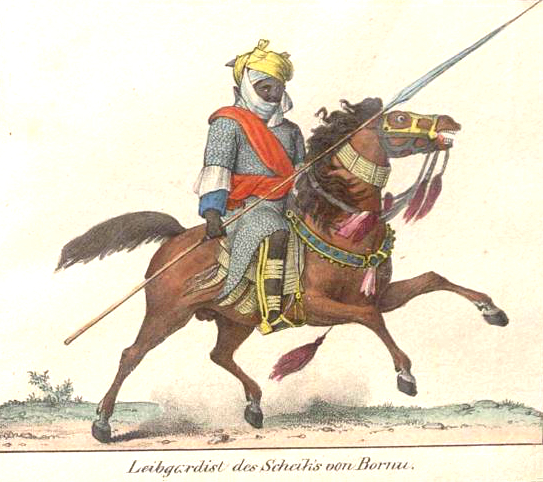
Ein Leibwächter des Muhammad al-Amin al-Kanemi.

Erst als mit der Gründung der neuen Hauptstadt Birni Gazargamo durch Ali Ibn Dunama (Ali Gaji, 1455–1487) stabilisierten sich die Verhältnisse endgültig. Unter Idris Alaoma (1564–1596), der von den Osmanen in Nordafrika Feuerwaffen erworben hatte, gelang es den Sefuwa Kanem erneut in ihren Besitz zu bringen. Dank der von ihnen eingesetzten Statthalterdynastie der Dalatoa übten sie hier eine Oberherrschaft bis zu ihrem Sturz 1846 aus. Auch andere abhängige Völker mussten Tribute zahlen. Im Inneren verschaffte die langandauernde Sicherheit einen hohen Grad von Prosperität. Im 18. Jahrhundert machten sich jedoch Zerfallserscheinungen bemerkbar.

### Herrschaft der al-Kanemi (1814–1893)
Nachdem Bornu dem Ansturm von Usman dan Fodio zwischen 1808 und 1809 beinahe erlegen war, konnte der strenggläubige Muhammad al-Amîn al-Kânemî den Fulbe wieder weite Teile des Reiches entreißen; seine Nachkommen regierten bis 1893 und erneut unter der britischen Kolonialherrschaft.

### Herrschaft Rabehs und Beginn der Kolonialzeit (1893–1900)

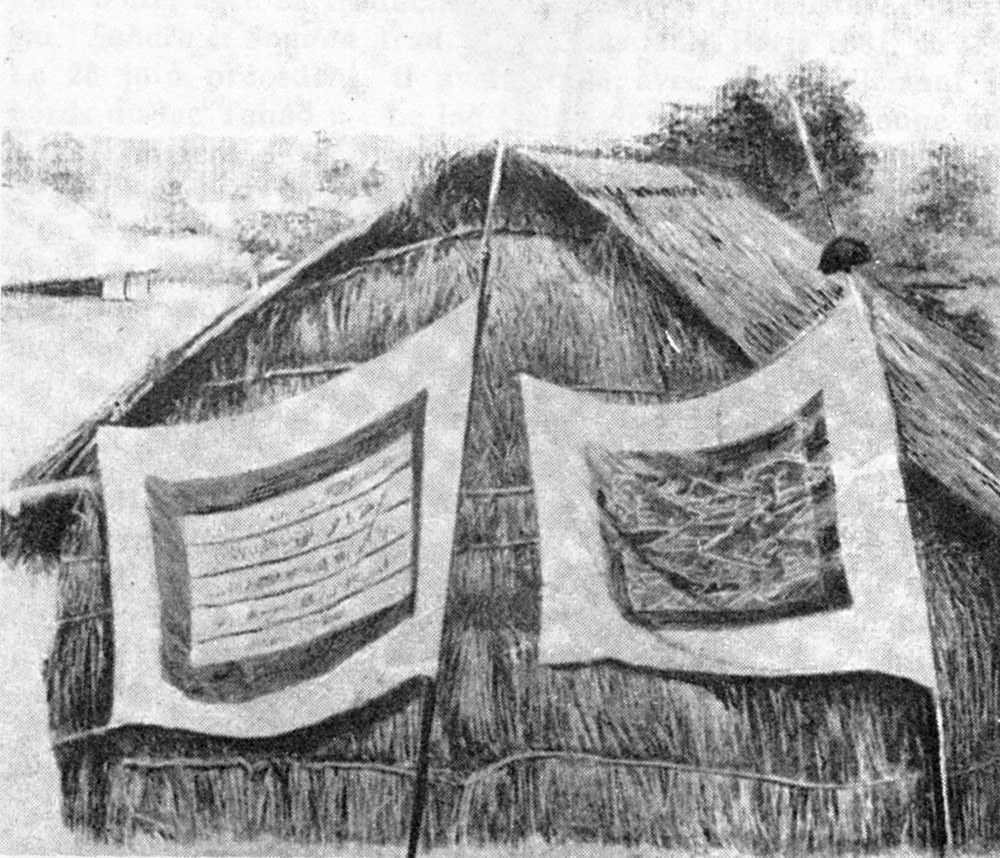
Die von den Franzosen erbeutete Fahne Rabehs

1893 eroberte der sudanesische arabische Sklavenjäger Rabeh az-Zubayr (1845–1900) Bornu, nachdem er zuvor Bagirmi unter seine Kontrolle gebracht hatte. Dabei geriet er in Gegensatz zu den kolonialen Interessen Frankreichs. Am 22. April 1900 verlor Rabeh Leben und Reich in der Schlacht bei Kousséri am Tschadsee gegen französische Kolonialtruppen unter Oberst François Joseph Amédée Lamy (* 1858; † 22. April 1900). In der Folge wurde das Gebiet, das die 1000-jährige Saif-Dynastie hervorgebracht hatte, unter den Kolonialmächten Frankreich, Großbritannien und Deutschland aufgeteilt.